# 参加型文化財団
参加型文化財団（さんかがたぶんかざいだん、Participatory Culture Foundation、PCF）は、2005年2月に設立されたアメリカ合衆国の501(c)(3)の法的地位にある非営利団体。「独立した非企業主体による活動の支援」を行うことを目的としている。
自由でオープンソースソフトウェアなインターネットテレビ・プラットフォームであるMiroを主なプロジェクトとしている。

## プロジェクト
- Miro
- Amara